# گروه مهندسی مارس

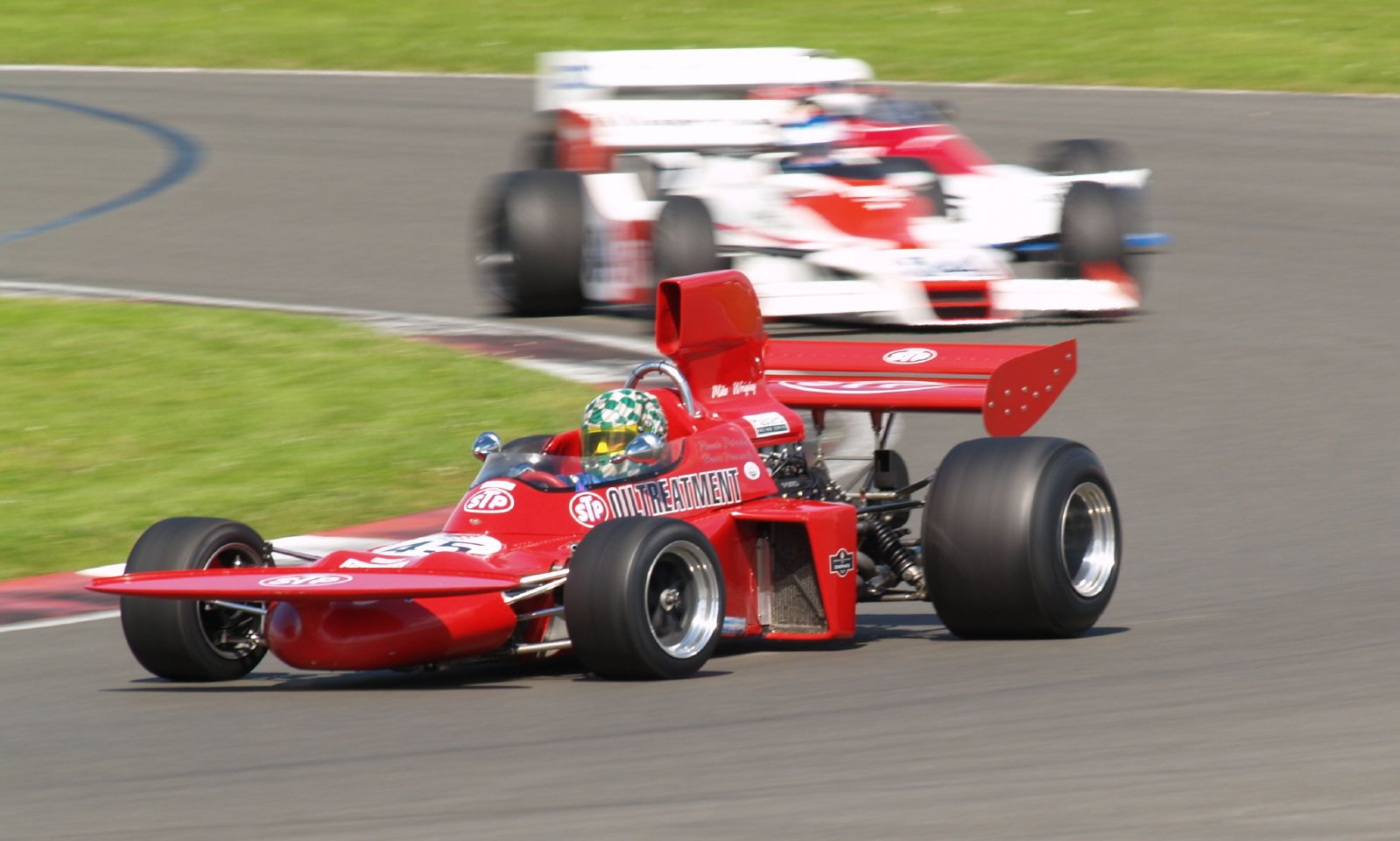

گروه مهندسی مارس (به انگلیسی: March Engineering) سازنده خودرو‌های سرعتی فرمول یک بریتانیایی است.
مارچ فعالیت خود را در ۱۹۶۹ میلادی آغاز کرده است. مارچ از اول نام چهار مؤسس آن به نامهای ماکس موسلی، الان ریس، گراهام کوکر و رابین هرد گرفته شده ‌است. (Max Mosley, Alan Rees, Graham Coaker and Robin Herd)